# 參議 (日本)
參議，古代日本律令制度中的官職，是當時日本最高領導機關太政官的一員，是太政官中的次官（四等官制），且是令外官的性質，官位為正四位下以上。是次於中納言的職位，是當時日本朝廷的最高決策層的最下位官職，也是位階最下的公卿階級。所謂參議，其本意即參與議政官會議的意思，即參政朝議。參議的唐名被稱之為「宰相」、「相公」、「平章事」、「諫議大夫」。
而1868年明治維新後，明治政府以「王政復古」作為口號重設了太政官制度，同時也重新設立了參議一職，其權力依舊很大，但該制度僅持續了約16年，便因為設立內閣制度的原因被廢除，歷史上著名的西郷隆盛和伊藤博文等就都曾任該職位。

## 律令制度下的參議
即大寶律令發布後的天平年間至明治維新開始，公元731年－1868年，日本聖武天皇（45代）天平三年－明治天皇（122代）明治元年。期間時間跨越日本歷史中的多個不同時代，分別是奈良時代、平安時代、鎌倉時代、室町時代、安土桃山時代、江戶時代。

### 位階
參議的選拔是從擁有四位以上位階的官員之中去進行挑選，並選擇其中具有才能之輩來進行委任。但是參議本身沒有對應官位，菅原道真便認為，對參議的位階缺乏規定是一個問題，並對此提出奏議，但是否獲得回應則不得而知，自平安時代中期以來，參議的職位問題一直存在，且一直備受爭議。

### 擔任條件
參議的選拔是從擁有四位以上位階的官員之中去進行挑選，並選擇其中具有才能之輩來進行委任。創作於十四世紀的《職原抄》一書便寫道：「參議者，諸臣之中四位以上有其才之人。奉敕參議官中政之意也，故非正官。」。即參議擁有與太政官的諸位大臣和大納言、中納言一起參與討論決策國家各項政務。因此雖說敘四位的參議並非是三位以上的官職，但是卻是名列古代日本朝廷公卿貴族的行列。

#### 具體候選人
- 擁有以下官職的從政經驗：
  - 藏人頭（天皇秘書官）、左右大弁（掌管八省）、左右近衛中將（天皇親衛隊將領，且需服務多年）、左中弁（職權似大弁，僅品級較低）、式部大輔（相當中國古代之吏部侍郎，但因日本尚書職多由親王兼任，因此大輔實則為一省之最高行政官員，且須擔當天皇的侍讀為前提時，大輔才可被任命為參議），此五者皆為地位既高，權力也大的官員，從候選的官員名單就可以得知參議職務之重要。[4]
- 左右衛門（日语：衛門府）督、左右兵衛督
- 歷任過五個令制國國司的官員
- 位階在三位以上的公卿貴族[5]

### 歷史沿革
在日本開始全面學習唐朝之後，為了建立一個集權的律令制國家，在文武天皇大寶二年（702年），發布了《大寶律令》，明確了日本的政治基礎和各項官制，其中在同年的5月21日，設立了參議這個職務，但並非是官职，只是讓尚未担任大臣或納言的他們參與朝政都名义，此時參議朝政的人總共有5位，他們是要幫助文武天皇制定一系列的律令制，使日本成為集權國家，此5人分別為：

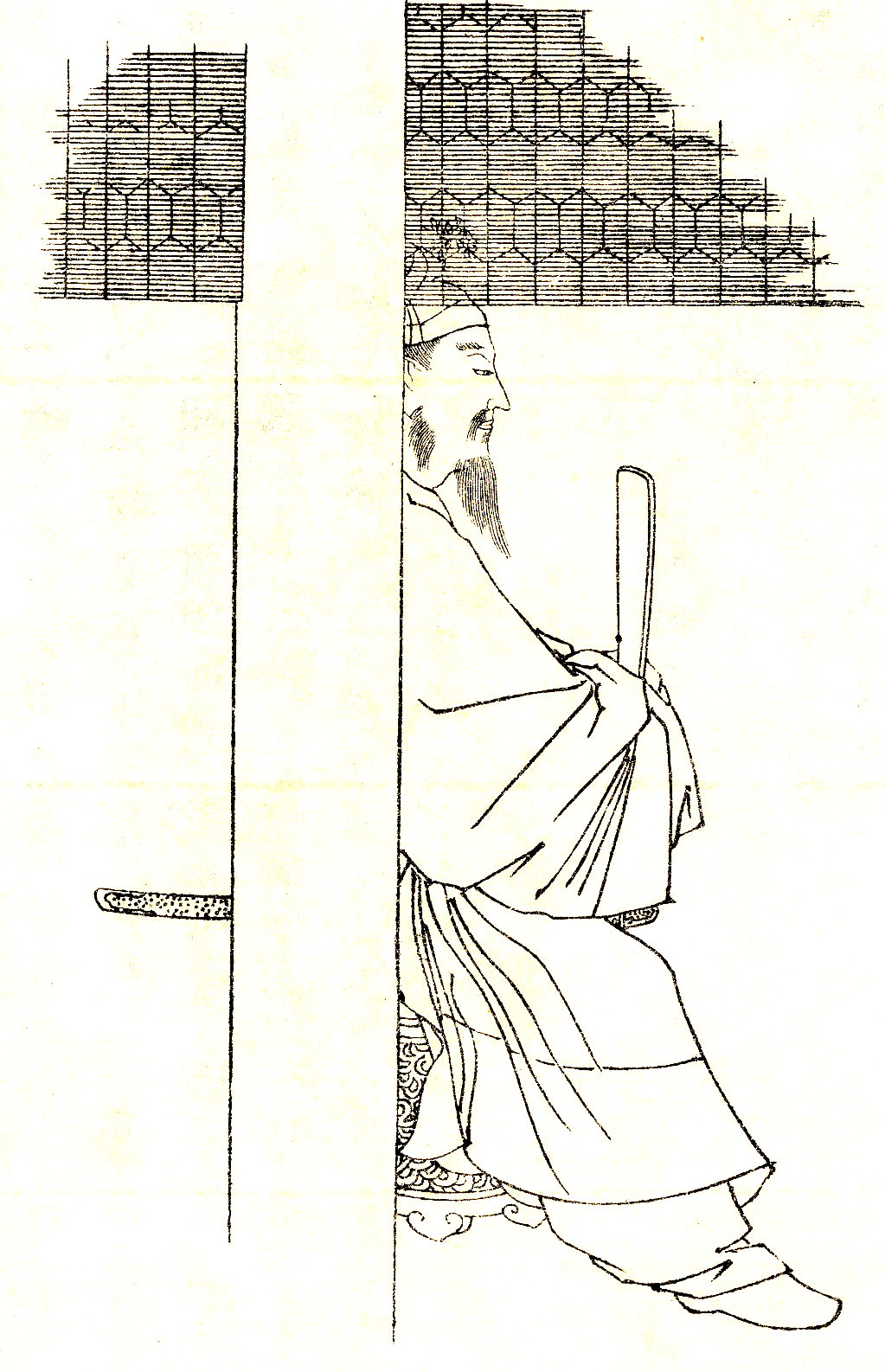
粟田真人前賢故實圖

- 大伴安麻呂（日语：大伴安麻呂）：出身自日本古代傳統軍事貴族－大伴氏，後官至正三位大納言，史稱「佐保大納言」。
- 粟田真人：是日本古代派往中國的第8任遣唐使，也是促使武后同意，將倭國稱號改為日本的功臣之一，後官至正三位中納言、大宰帥（日语：大宰帥）。
- 高向麻呂（日语：高向麻呂）：日本飛鳥時代公卿，官至從三位攝津大夫。
- 下毛野古麻呂：出身大化革新後的中層貴族下毛野氏，官至正四位下參議、式部卿、大將軍。
- 小野毛野：著名遣隋使小野妹子的孫子，其本人也擔任過第9任遣新羅使，官至從三位中納言。

聖武天皇天平三年（731年），日本正式將參議這個官職以令外官的身分確立了下來，到了平城天皇大同二年（807年），參議這個官職一度被廢止，這是因為平安時代的初期，日本設立了用來監視地方的「觀察使」一職，而這年東山道和畿內觀察使被設立，因此參議被決議併入觀察使一職。但4年後，嵯峨天皇弘仁元年（810年）參議一職又被重新設立，一般狀況下任命8位，因此參議又被稱呼為「八座」或「八座の臣」，但具體人數並未強制規定，需以天皇的敕令為準。
參議的「權官」－權參議，即员額以外的參議，並不是長期存在的，只在特定時期有所設立，包括：
- 聖武天皇神龜六年（729年）二月。
- 聖武天皇天平三年（731年）八月。
- 桓武天皇延曆二十五年（806年）三月～四月。

此外也有特殊形式的參議：
- 稱德天皇天平神護二年（766年）的道鏡政權時設立了由僧侶擔任的法參議一職。（奈良時代僧人基真）[7]
- 平城天皇大同元年（806年）閏六月的時候設立了准参議一職。

參議的角色，常常由八省的卿兼任，來參與公卿合議的太政官朝議，到了平安時代的末期，由於八省的地位逐漸被架空，逐漸虛骸化，因此參議的地位和職權逐漸加強，在政務和宗教儀式上做為公卿有著越來越高的地位。

### 著名人物

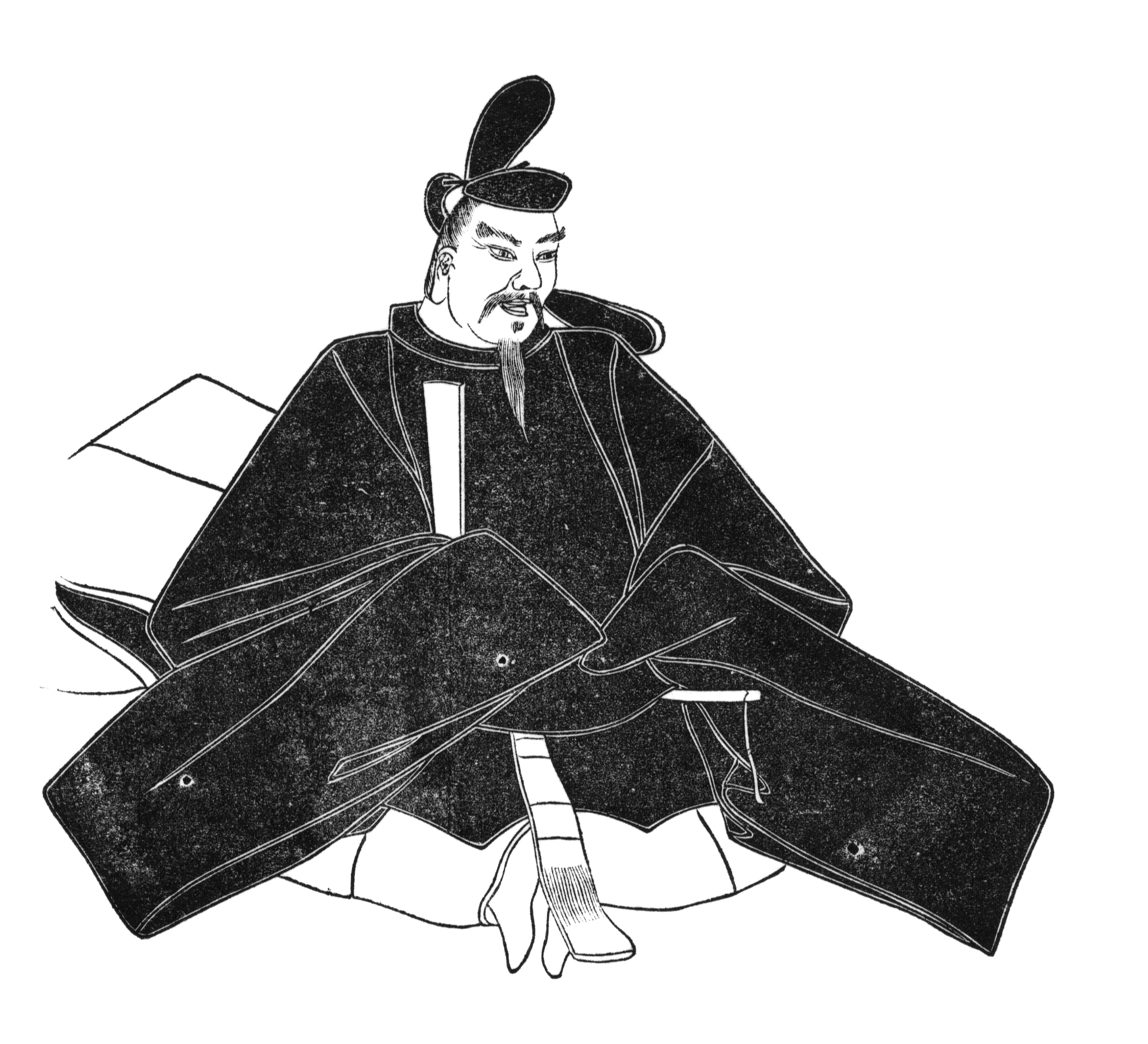
小野篁像（『集古十種』）

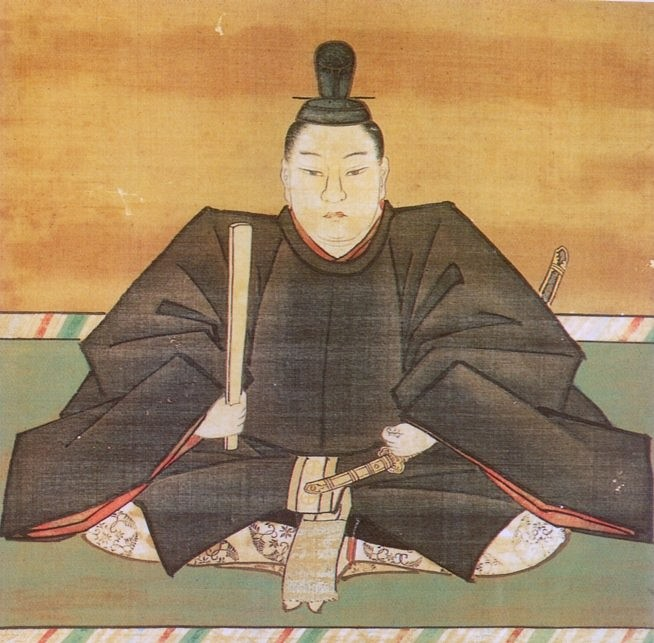
島津義弘畫像（尚古集成館藏）

- 小野篁（802-853）：平安時代初期的公卿，出身小野氏，著名的官吏、漢學家、歌人，官至從三位參議，因其反骨精神被稱為「野狂」，因此時人稱其為「野相公」、「野宰相」。
- 島津義弘（1535－1619）：戰國時代大名、著名武將，薩摩藩島津氏第十七代當主，官至從四位下參議、左近衛權少將

## 明治時代的參議
明治維新后，1869年7月，明治政府以「王政復古」作為口號重設了太政官制度，同時也重新設立了參議一職，作為明治政府閣僚的一員，他的地位在諸位卿之上，而且在他之上的大臣，如太政大臣、左大臣、右大臣等通常又沒有實質上的權力，因此參議時常是作為政府首腦的身分去指導政府的部門。
而這次的太政官復興裡，「參議」與「納言」、「大臣」等官職被作為新政府的重要職位被設置，但與納言、大臣都是出身自傳統公家、武家者担任不同，參議這個職位都是被授予給薩摩藩、長州藩、土佐藩、肥前藩這四個地方出身的維新功臣們，因此形成藩阀。
但是由於藩阀之間也不是完全一條心，內心都有自己本身的利益考量，因此參議之間相互對立屢見不顯。例如出身於長州藩的前原一誠，因為他此時兼任兵部大輔的職位，因此在任上他便反對大村益次郎所提出的「國民皆兵」的徵兵路線，但也因此受到出身於同藩的木戶孝允的厭惡和排擠，於是他便在很短的時間便被迫辭官。
明治三年（1870年）時，出身於肥前藩，因為才能出眾而嶄露頭角的民部大輔兼大藏大輔大隈重信，被升職為參議並仍兼任過去職位，贊成该人事任命的木戶孝允（兩人同屬激進洋化派），和反對的大久保利通、副島種臣、廣澤真臣發生對立。大久保等人一度以辭職要脅，引起很大的騷動，見此木戶只好退让，大隈重信放棄兼任過去兩個職位，換取升任為參議，而民政部的職位也讓與和大久保等人有關的官員。
到了明治四年（1871年）6月，日本政府決定廢藩置縣，這個措施成功將大名的大部分權力廢除，使日本成為一個真正集權的現代國家，也讓維新功臣取代過去大名，成為新政府的權力中樞，而在實施該舉措以前，出身薩摩藩的西鄉隆盛便率領由維新藩士們組成的約莫5000人的御親兵前往東京。
同時，西鄉隆盛、大久保利通、岩倉具視、三條實美共同要求由木戶獨自一人擔任參議。此舉是希望能夠構築一個「政令一途」的高效體制，但一向重視開明與合議制的木戶孝允，對此提議持續且堅持的反對。而後依照大久保所提出的妥協案，木戶同意由自己和西鄉共同擔任參議，但隨後基於為補足對政務不嫻熟的西鄉之由，向西鄉建議讓肥前（佐賀）的大隈重信也擔任參議，西鄉則回應「那麼土佐的板垣退助也應該擔任參議」，於是確立了由薩長土肥各一人擔任參議的「共和制參議內閣」。但因為施行者木戶隨後即為派赴海外視察的岩倉使节团全權副使而空位，這所謂薩長土肥各一人的「共和制參議內閣」並沒有維持許久。
1873年岩倉使节团归国后发动明治六年政變，奪取留守政府的權力。大久保利通夺得大权后，设置内务省，由自身以参议身份兼任，开启“参議省卿兼任制”，即參議兼任各省卿，各省將接受參議的指導，该时期又被称为有司专制，该措施有助于统整政府内部意见，增加政府效率与权力，但也受到在政爭中失敗的留守派批評。1875年（明治8年），在自由民權運動要求下，大久保、木戶、板垣三方召開大阪會議，确定实施立宪，大阪會議導致了重大的製度改革，木戶、板垣等人重新担任参議，但由於“参議省卿兼任制”，政府要職被大久保等人壟斷，木戶、板垣等人開始堅持参議與大臣分離，以奪取自己的权力。最終，板垣在短暫的任期後辭去参議，而木戶則因擔心江華島事件後的國家危機而繼續擔任参議。
大久保死后伊藤博文取代其地位，1880年伊藤改革太政官制，將参議與省卿再次分離，為內閣制準備，但身為右大臣的岩倉具視不滿伊藤地位提升，因此利用其地位阻撓內閣制推行。直到岩倉死後，1885年（明治18年）12月12日，伊藤博文提議廢止太政官制度，設立新的內閣制度，於是連帶參議這個職位也一同被廢除，新的日本政府首腦改由內閣首相，也就是內閣總理大臣取代，而日本歷史上的第一任內閣總理大臣就是明治九元老之一的伊藤博文。

### 明治時代歷任參議
| 姓名 | 姓名       | 任職期間                        | 出身     | 備註 | 参議人数            |
| ---- | ---------- | ------------------------------- | -------- | ---- | ------------------- |
|      | 副島種臣   | 1869年7月8日 - 1871年7月24日    | 舊肥前藩 |      | 0人→2人             |
|      | 前原一誠   | 1869年7月8日 - 1870年9月2日     | 舊長州藩 |      | 0人→2人             |
|      | 大久保利通 | 1869年7月22日 - 1871年6月25日   | 舊薩摩藩 |      | 2人→4人→3人         |
|      | 廣澤真臣   | 1869年7月23日 - 1871年1月9日    | 舊長州藩 |      | 2人→4人→3人         |
|      | 佐佐木高行 | 1870年2月5日 - 1871年6月25日    | 舊土佐藩 |      | 3人→7人→6人→1人     |
|      | 齋藤利行   | 1870年5月15日 - 1871年6月25日   | 舊土佐藩 |      | 3人→7人→6人→1人     |
|      | 木戶孝允   | 1870年6月10日 - 1871年6月25日   | 舊長州藩 |      | 3人→7人→6人→1人     |
|      | 大隈重信   | 1870年9月2日 - 1871年6月25日    | 舊肥前藩 |      | 3人→7人→6人→1人     |
|      | 木戶孝允   | 1871年6月25日 - 1874年5月13日   | 舊長州藩 | 連任 | 1人→3人→5人→4人     |
|      | 西郷隆盛   | 1871年6月25日 - 1873年10月24日  | 舊薩摩藩 |      | 1人→3人→5人→4人     |
|      | 板垣退助   | 1871年7月14日 - 1873年10月25日  | 舊土佐藩 |      | 1人→3人→5人→4人     |
|      | 大隈重信   | 1871年7月14日 - 1881年10月12日  | 舊肥前藩 | 連任 | 1人→3人→5人→4人     |
|      | 後藤象二郎 | 1873年4月19日 - 1873年10月25日  | 舊土佐藩 |      | 4人→7人             |
|      | 大木喬任   | 1873年4月19日 - 1885年12月22日  | 舊肥前藩 |      | 4人→7人             |
|      | 江藤新平   | 1873年4月19日 - 1873年10月25日  | 舊肥前藩 |      | 4人→7人             |
|      | 大久保利通 | 1873年10月12日 - 1878年5月14日  | 舊薩摩藩 |      | 7人→8人→9人→8人     |
|      | 副島種臣   | 1873年10月13日 - 1873年10月25日 | 舊肥前藩 |      | 7人→8人→9人→8人     |
|      | 伊藤博文   | 1873年10月25日 - 1885年12月22日 | 舊長州藩 |      | 8人→4人→6人→7人→6人 |
|      | 勝海舟     | 1873年10月25日 - 1875年4月25日  | 舊幕臣   |      | 8人→4人→6人→7人→6人 |
|      | 寺島宗則   | 1873年10月28日 - 1881年10月21日 | 舊薩摩藩 |      | 8人→4人→6人→7人→6人 |
|      | 伊地知正治 | 1874年8月2日 - 1875年6月10日    | 舊薩摩藩 |      | 6人→9人             |
|      | 山縣有朋   | 1874年8月2日 - 1885年12月22日   | 舊長州藩 |      | 6人→9人             |
|      | 黑田清隆   | 1874年8月2日 - 1882年1月11日    | 舊薩摩藩 |      | 6人→9人             |
|      | 木戶孝允   | 1875年3月8日 - 1876年3月28日    | 舊長州藩 |      | 9人→11人→6人        |
|      | 板垣退助   | 1875年3月12日 - 1875年10月27日  | 舊土佐藩 |      | 9人→11人→6人        |
|      | 西鄉從道   | 1878年5月24日 - 1885年12月22日  | 舊薩摩藩 |      | 6人→8人→9人         |
|      | 川村純義   | 1878年5月24日 - 1885年12月22日  | 舊薩摩藩 |      | 6人→8人→9人         |
|      | 井上馨     | 1878年7月29日 - 1885年12月22日  | 舊長州藩 |      | 6人→8人→9人         |
|      | 山田顯義   | 1879年9月10日 - 1885年12月22日  | 舊長州藩 |      | 9人→10人→9人        |
|      | 松方正義   | 1881年10月21日 - 1885年12月22日 | 舊薩摩藩 |      | 9人→8人→7人→11人    |
|      | 大山嚴     | 1881年10月21日 - 1885年12月22日 | 舊薩摩藩 |      | 9人→8人→7人→11人    |
|      | 福岡孝悌   | 1881年10月21日 - 1885年12月22日 | 舊土佐藩 |      | 9人→8人→7人→11人    |
|      | 佐佐木高行 | 1881年10月21日 - 1885年12月22日 | 舊土佐藩 |      | 9人→8人→7人→11人    |

## 資料出處
- 和田秀松『新訂 官職要解』（講談社学術文庫、1983年
- 石村貞吉『有職故実 （上）』（講談社学術文庫、1987年）
- 川口由彦 『日本近代法制史』（新世社、1998年）
- 牧英正、藤原明久編『日本法制史』（青林書院、1993年）、古井蒼生夫執筆部分
- 坂野潤治『未完の明治維新』（筑摩書房、2007年）
- 猪飼隆明『西郷隆盛 - 西南戦争への道 -』（岩波書店、1992年）
- 松尾正人『廃藩置県』（中央公論社、1986年）

## 相關書籍
- 竹内理三「参議制の確立」（『律令制と貴族政権・第一部』御茶ノ水書房、1957年（昭和32年）發行）
- 今江廣道「令外の官の一考察」（坂本太郎博士古希記念会『続日本古代史論集・下巻』吉川弘文館、1972年（昭和47年）發行）
- 黒板伸夫「参議に関する一考察」（山中裕『平安時代の歴史と文学・歴史編』吉川弘文館、1981年（昭和56年）發行）
- 瀧浪貞子「参議論の再検討―貴族合議制の成立過程－」『日本古代宮廷社会の研究』思文閣出版、1991年（平成3年）發行。ISBN 4784206779
- 土田直鎮「上卿について」『奈良平安時代史研究』（日本史学研究叢書）吉川弘文館、1992年（平成4年）發行。　ISBN 4642022570
- 虎尾達哉『日本古代の参議制』吉川弘文館、1998年（平成10年）発行。ISBN 9784642023269
- 井原今朝男「廷臣公家の職掌と禁裏小番制」『室町期廷臣社会論』塙書房、2014年（平成26年）發行。ISBN 9784827312669